# Kaloujskaïa (métro de Moscou)
Kaloujskaïa (en russe : Калу́жская et en anglais : Kaluzhskaya) est une station de la ligne Kaloujsko-Rijskaïa (ligne 6 orange) du métro de Moscou, située sur le territoire du raïon Tcheriomouchki dans le district administratif sud-ouest de Moscou.

## Situation sur le réseau
Établie en souterrain, à 7 mètres sous le niveau du sol, la station Kaloujskaïa est située au point 137+38,8 de la ligne Kaloujsko-Rijskaïa (ligne 6 orange), entre les stations Novye Tcheriomouchki (en direction de Medvedkovo), et Beliaïevo (en direction de Novoïassenevskaïa).